# Ulrich Helfenstein
Ulrich Helfenstein (* 16. Mai 1925 in Zürich; † 3. Mai 2006 ebenda) war ein Schweizer Historiker und Archivar.

## Leben und Werk
Ulrich Helfenstein studierte Geschichte an der Universität Zürich. 1952 promovierte er bei Marcel Beck mit der Arbeit Beiträge zur Problematik der Lebensalter in der mittleren Geschichte. Von 1954 bis zu seiner Pensionierung 1990 war er am Staatsarchiv des Kantons Zürich tätig, das er 1969 bis 1983 in Nachfolge von Hans Conrad Peyer als Staatsarchivar leitete. Helfenstein begründete die Edition der Zürcher Universitätsmatrikel und leitete 1969 bis 1988 das Kuratorium der Pius-Stiftung für Papsturkunden. Ulrich Helfenstein war verheiratet mit Dorothea Tschudi, einer Tochter von Rudolf Tschudi.

## Publikationen
- Opera mea quasi omnia. 30 Texte aus fast 50 Jahren. Selbstverlag, Zürich 2000.